# 卡尔斯克鲁纳
卡尔斯克鲁纳（瑞典語：Karlskrona）是瑞典东南部布萊金厄省卡尔斯克鲁纳市镇的一个城区，是同名市镇的治所及布萊金厄省的首府。卡尔斯克鲁纳是瑞典唯一的一座巴洛克风格的城市，瑞典海軍最大軍港——卡爾斯克魯納海軍基地位於該城的南邊。

## 历史
1680年，瑞典海军搬到卡尔斯克鲁纳，城市也随之建立起来。城市的名字来源于当时的瑞典国王卡尔十一世，意为「卡尔的皇冠」（“krona”在瑞典語中的意思是「皇冠」）。
時至今日，建于17世纪和18世纪早期的建筑依然矗立在卡尔斯克鲁纳。道路的结构也保持了城市建立时的设计。

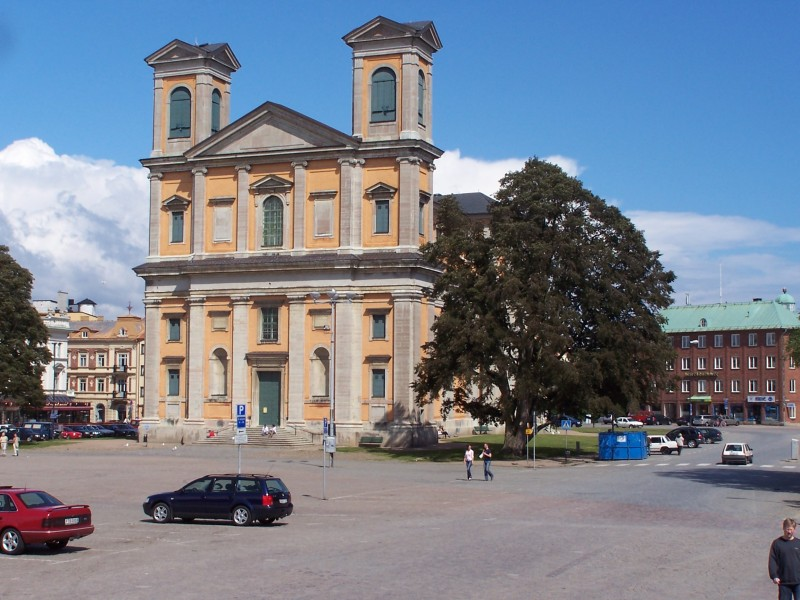
弗雷德里克教堂，位于卡尔斯克鲁纳广场旁

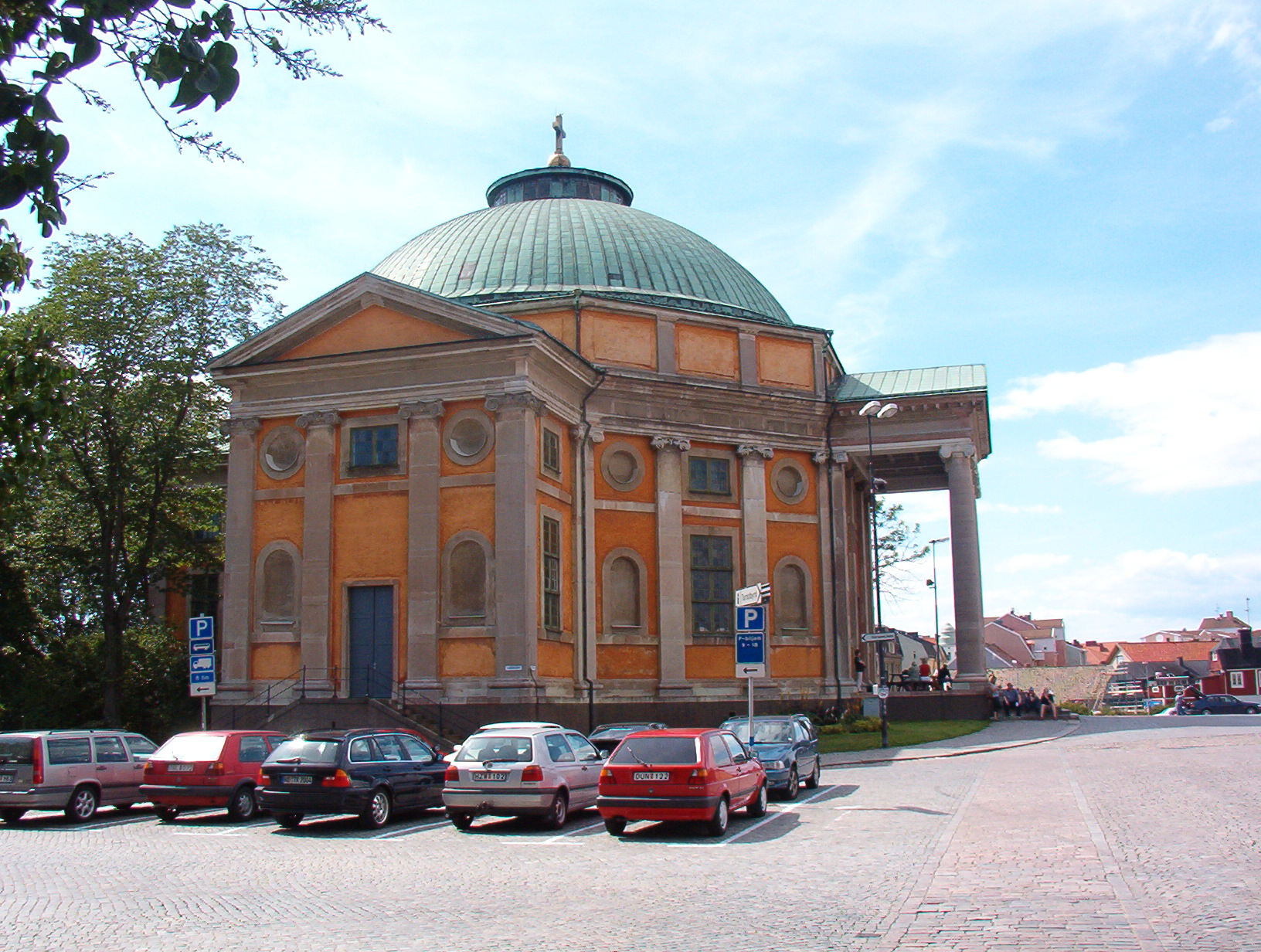
德国教堂，也位于卡尔斯克鲁纳广场旁

弗雷德里克教堂（Fredrikskyrkan）于1720年奠基，1744年竣工，由瑞典著名建筑师小尼克姆德斯·泰辛设计，其建筑风格受欧洲建筑的影响，黄色的外墙和教堂内部的装饰与瑞典其它教堂风格不同。
圣特里尼蒂教堂（Heliga Trefaldighetskyrkan），1846年前是居住在这里的德国团体的礼拜教堂，因此又称德国教堂（Tyska Kyrkan），位于城市中心的商业区，1709年使就圣职，也是小尼克姆德斯·泰辛的作品。直到1750年其铜制圆顶才建成，在瑞典教堂里极为罕见。1790年教堂重新维修，由奥罗夫·特姆佩尔曼设计。
卡尔斯克鲁纳海事教堂建于1685年，全部由木头建成，是瑞典最大的木制教堂。
卡尔斯克鲁纳造船厂几乎与城市同时建立。1689年，瑞典海军惨败后，造船厂的生产就更为紧迫。1711年，有1100名员工，是瑞典最大的工业。到1750年，卡尔斯克鲁纳的居民达到1万人，在当时是一个大城市。
卡尔斯克鲁纳军港，于1998年被列入联合国教科文组织世界文化遗产目录。联合国教科文组织的评论为：“卡尔斯克鲁纳军港是欧洲海军基地城镇的杰出代表，它继承了其他国家海军基地城镇的早期元素，并发展成为此后其他海军基地城镇的模仿对象。在欧洲权力政治统治下的几个世纪，海军力量是决定性因素，海军基地也因此占有重要角色，卡尔斯克鲁纳军港是现今保存最完好的一座海军基地。”

## 今日
卡尔斯克鲁纳的广场是斯堪的纳维亚地区最大的广场，也是欧洲第二大广场，仅次于莫斯科的红场。
卡尔斯克鲁纳最重要的节日是仲夏节前夕。那天会举行一个很大的集市吸引上万人前往游览。该展览会被称作「樹葉集市」（Lövmarknaden）。
每年7月底8月初在卡尔斯克鲁纳的海港举行盛大的航海节。很多家庭会举家前往观看。